# إدغار والثر
إدغار والثر هو لاعب شطرنج سويسري، ولد في 24 ديسمبر 1930 في زيورخ في سويسرا، وتوفي بنفس المكان في 23 أكتوبر 2013.

## وصلات خارجية
- إدغار والثر على موقع مباريات الشطرنج (الإنجليزية)
- إدغار والثر على موقع 365Chess.com (الإنجليزية)
- إدغار والثر على موقع Chesstempo.com (الإنجليزية)
- إدغار والثر على موقع اتحاد المراسلات الدولية للشطرنج (الإنجليزية)
- إدغار والثر سجل أولمبياد الشطرنج على موقع OlimpBase.org (الإنجليزية)